# Ekstraliga Żużlowa (przedsiębiorstwo)
Ekstraliga Żużlowa Sp. z o.o. — polska spółka z ograniczoną odpowiedzialnością utworzona 21 czerwca 2006 w Bydgoszczy, przez przedstawicieli 8 klubów Speedway Ekstraligi sezonu 2006 i Polskiego Związku Motorowego (PZMot).
Na mocy podpisanej w dniu 21 lutego 2007 umowy jest podmiotem odpowiedzialnym za prowadzenie rozgrywek Ekstraligi (od początku sezonu 2007), wyłaniających Drużynowego Mistrza Polski.

## Historia
- 2006
  - 21 czerwca — podpisanie w Bydgoszczy przez przedstawicieli 8 klubów Ekstraligi'2006 i PZMot aktu notarialnego powołującego spółkę.
  - 14 września — zgłoszenie do sądu wniosku o wpis do KRS.
- 2007
  - 21 lutego — podpisanie umowy, na mocy której spółka przejęła prowadzenie rozgrywek Ekstraligi od PZMot (akceptacja przez ministra sportu); umowa obowiązuje do końca 2009.
  - 13 września — podpisanie umowy z TVP w sprawie nabycia wyłącznych praw do transmisji rozgrywek Speedway Ekstraligi w sezonach 2008 i 2009.
- 2008
  - 8 maja — podpisanie umowy z operatorem sieci telefonii komórkowej Mobilking w sprawie przejęcia przez ten podmiot funkcji sponsora głównego Ekstraligi.
  - 4 sierpnia — podpisanie umowy z infrastrukturalnym operatorem sieci telefonii komórkowej CenterNet w sprawie przejęcia przez ten podmiot w latach 2008–2010 funkcji sponsora strategicznego (tytularnego) Ekstraligi.

## Organy spółki

### Zarząd spółki
Zarząd spółki jest dwuosobowy: prezesem jest Wojciech Stępniewski, a wiceprezesem – Ryszard Kowalski.

### Rada Nadzorcza
- Przewodniczący: Michał Sikora (reprezentujący Polski Związek Motorowy)
- Wiceprzewodniczący: Arkadiusz Sąsara
- Członkowie: Marek Kępa (Lublin), Jarosław Prus (Leszno)

Komisja Orzekająca Ligi
- Przewodniczący: Zbigniew Owsiany
- Członkowie: Łukasz Szmit, Konrad Purski, Barbara Pankowska, Tomasz Grzybowski, Tobiasz Szymański
- Sekretarz: Andrzej Polkowski

### Zgromadzenie wspólników
- 12% – Polski Związek Motorowy
- 11% – CKM Włókniarz Częstochowa
- 11% – Stal Gorzów Wielkopolski
- 11% – Unia Leszno
- 11% – Motor Lublin
- 11% – GKM Grudziądz
- 11% – KS Toruń
- 11% – WTS Wrocław
- 11% – ZKŻ Zielona Góra